# G.I. Robot
G.I. Robot es el nombre de una serie de seis robots ficticios que aparecieron en comic-books publicados por la editorial estadounidense DC Comics.
El G.I. Robot original, apodado Joe, apareció por primera vez en Star Spangled War Stories #101 (febrero-marzo de 1962), creado por Robert Kanigher y Ross Andru, con un segundo robot llamado Mac en Star Spangled War Stories #125 (febrero-marzo de 1966), ilustrado y escrito por Kanigher y Joe Kubert.
El más conocido de todos, JAKE 1, vio la luz en Weird War Tales # 101 (julio de 1981), creado por Kanigher y Pepe Morino Casaras. JAKE 2 apareció por primera vez en Weird War Tales #113 (julio de 1982), también creado por Kanigher y Fred Carrillo.
Un modelo reciente de G.I. Robot, diseñado por el supervillano Lex Luthor para el Ejército de los Estados Unidos, se presentó en Batman Confidencial #4 de Andy Diggle y Whilce Portacio. Posteriormente J.A.K.E. 6.1 aparecería en Checkmate Vol. 2 #24 (mayo de 2008), creado por Greg Rucka y Eric Trautmann.

## Biografías de los personajes ficticios

### Joe(G.I. Robot I)
Durante la Segunda Guerra Mundial, "Joe" el G.I. Robot original, es entregado a una unidad de soldados para ser probado en el campo. Este humanoide, con rasgos muy suaves, sin boca y un panel de control en el pecho, Joe se le asigna a un "compañero" humano, el cabo llamado Mac. En tres historias en la historieta Star Spangled War Stories #101-103, Joe y Mac terminan luchando en "La guerra que el tiempo olvidó"contra criaturas prehistóricas (y un gigante robot soldado alemán) en la Isla Dinosaurio.

### Mac(G.I. Robot II)
Star Spangled War Stories #125 introdujo a otro G.I. Robot (éste con una boca visible) apodado "Mac" con su compañero humano Reed, como parte de su tiempo en guerra con el Escuadrón Suicida, con el secreto de una "apariencia de soldado", especialmente entrenado para misiones no ordinarias Se esperaba que como soldado pudiera sobrevivir. En esta historia, el primer G.I. Robot y su compañero humano son descritos que por su sacrificio y sentido de pertenencia hacia la Brigada, fue el porqué de su desaparición en combate . Sí Mac se sacrificó en su primera misión por evitar a un Tyrannosaurus que los atacase para poder salvar a Reed, el otro soldado.

### JAKE 1(G.I. Robot III)
El próximo G.I. Robot estaría diseñado por el profesor Thompson del MIT. En Weird War Tales #101, es implementado a los marines en una isla del Pacífico para luchar contra el ejército japonés quedando al mando del sargento Coker. Aunque el robot está técnicamente llamado "Jungle Automatic Killer - Experimental Number 1" (JAKE 1), Coker lo apoda como G.I. Robot. Coker es escéptico de las capacidades del robot, pero pronto se gana su confianza.

### JAKE 2(G.I. Robot IV)
JAKE 1 es destruido en Weird War Tales #111, pero es sustituido por JAKE 2, que continuó la labor de su predecesor en la lucha en varias islas del Pacífico, incluyendo la misma Isla Dinosaurio. Posteriormente se uniría al equipo denominado los Creature Commandos. JAKE 2 y los Creature Commandos después de una aventura se les dio por muertos cuando el cohete en el que viajaban a Berlín tuvo un fallo que provocó un incendio y terminaron en el espacio profundo (Weird War Tales #124). Los Creature Commandos pronto después se supo que sobrevivieron, pero el destino de JAKE 2 resultó una incógnita. La DC Comics Encyclopedia describió que JAKE 2 pudo haber logrado sobrevivir hasta el Siglo XXXI. Sin embargo, más tarde, por parte de los Creature Commandos se les asignó a un gran ejército de Jakes al ser producidos en masa aun así, se desconoce si uno de ellos es el verdadero JAKE 2.

### J.A.K.E. 6.1(G.I. Robot V)
En Checkmate Vol.2 #24, fue revelado una nueva versión de G.I. Robot, designado como J.A.K.E. 6.1. Es una de las principales herramientas de la organización, un equipo de cuatro agentes de élite como último recurso. Aparentemente fueron construidos utilizando la programación original de la Segunda Guerra Mundial, teniendo un nuevo cuerpo hecho con los componentes utilizados anteriormente por el industrial y supervillano Maxwell Lord que por un momento su conciencia estaba contenida en una forma androide.

### Lord Job(G.I. Robot VI)
El nuevo origen de un desconocido y nuevo G.I. Robot aparece en la serie limitada de 2008 - 2009 La guerra que el tiempo olvidó, escrita por Bruce Jones, apodado como "Lord Job", pero se hace llamar "Joe". Esta versión puede hablar y tiene ojos de color rojo brillante, pero por lo demás es de una apariencia similar a los modelos anteriores, especialmente a Joe. No se estableció de qué periodo de tiempo pertenece o en que época fue construida la unidad.

## Poderes y habilidades
- Joe y Mac: Los G.I. Robots son soldados mecánicos totalmente autónomos, capaces de tomar decisiones y adaptarse a los cambios de su entorno. Joe responde a comandos de voz, así como al sonido de fuego y maquinaría armamentística, y en situaciones en las que los comandos de voz no son prácticos, a señales de luz brilla su panel de control. Mac responde de manera similar, pero parece ser más inteligente, y no tiene panel de control. Una de las características evidentes es que no posee armas incorporadas, pero ambos son capaces de usar armas de fuego de un simple soldado y pueden soportar el fuego directo de armas pequeñas.

- J.A.K.E.S. 1 y 2: También son modelos blindados. Sus brazos izquierdos consiste de una ametralladora completamente funcional, que puede disparar dos balas, mini-torpedos y pequeños misiles antiaéreos. Ellos también pueden volar distancias cortas gracias a pequeños cohetes en sus botas.

- JAKE # 6.1: A diferencia de sus predecesores, puede comunicarse verbalmente y parece tener una sofisticada inteligencia artificial en su sistema, y está equipado con varias armas, incluyendo una ametralladora como brazo izquierdo, un arma automática lanzagranadas montada en el hombro derecho con aceleración magnética antipersonal, y cadenas desplegadas en su cavidad torácica. Su papel durante las misiones consiste en supervisar sus compañeros Rooks, que están telepáticamente unidos gracias a una infusión de una muestra de ADN alienígena procedente de Starro el Conquistador. Si J.A.K.E. determina el ADN logra ganar el control, por lo que se dará por terminada la relación al matar a sus compañeros de equipo.

- Lord Job: También es capaz de hablar, y tiene un cierto grado de fuerza sobrehumana y resistencia. Él sin embargo parece ser totalmente artificial, y no hay indicios de una muestra de voluntad humana o incluso así mismo tener un factor similar, a diferencia de la mayoría de sus predecesores. Él ha mostrado habilidades tácticas y muestra algunos análisis de combate personal. Nunca ha sufrido algún daño antes de haberse demostrado su funcionalidad. Él no ha demostrado el tipo armas que pueda tener integradas de cualquier tipo.

Mientras JAKE 1 y 6.1. son seres únicos, existen actualmente todo un ejército de Jakes 2, al parecer, luciendo las mismas habilidades y el equipo del original.

## Otras versiones

### Flashpoint
En la línea de tiempo alternativa creada en la serie limitada "Flashpoint", G.I. Robot sustituye a Frankenstein y los Creature Commando después de que fuesen considerados obsoletos por Robert Crane en Servicios Gubernamentales. En la era moderna, Robert Crane revive el programa G.I. Robot para eliminar a Frankenstein y a las Criaturas de lo Desconocido después de que este escapase de las instalaciones de laboratorio. Durante los ataques por parte de las Criaturas de lo Desconocido en el bosque de Gotham City, un G.I. Robot surgió contra Frankenstein para luego someterlo de nuevo, pero el miembro de las Criaturas de lo desconocido le cortó la cabeza al G.I. Robot.

## Apariciones en otros medios

### Televisión
- G.I. Robot Aparece en "Batman el Valiente" en el episodio "La plaga de los prototipos!"
- G.I. Robot Aparece en "Creature Commandos" del DCU de James Gunn siendo miembro del equipo, la voz la provee su hermano Sean Gunn.